# Pietro Senex
Pietro (data incerta - 7 de dezembro de 1134) foi um cardeal italiano, Deão do Sagrado Colégio dos Cardeais.

## Biografia
Criado cardeal-bispo de Porto no consistório de dezembro de 1116. Legado em Benevento para negociar a paz com os normandos e depor o Arcebispo Landolfo. Vigário de Roma. Consagrou o Papa Gelásio II após a sua eleição ao papado, em Gaeta.
Antes de sua partida para a França, foi nomeado vigário de Roma novamente. Durante seu episcopado a Sé de Porto e Silva Candida foram unidas pelo Papa Calisto II em 1119. Torna-se Decano do Colégio dos Cardeais em 1126. Ele passou a seguir a obediência do antipapa Anacleto II.
Morreu em 7 de dezembro de 1134, sem e saber onde, em idade avançada, sem ter se reconciliado com o papa tido como legítimo, Papa Inocêncio II.

## Conclaves
- Eleição papal de 1118 - participou da eleição do Papa Gelásio II
- Eleição papal de 1119 - não participou da eleição do Papa Calisto II
- Eleição papal de 1124 - participou da eleição do Papa Honório II
- Eleição papal de 1130 - participou da eleição do Antipapa Anacleto II